# 只罕傑兒·米兒咱
只罕杰兒·米兒咱（1472年—1515年），東察合台汗國杜格拉特部喀什噶爾統治者阿布·巴克爾長子。

## 傳記
他父親在世時統治喀什噶爾，葉爾羌，和田，他當時没佔重要地位，唯一大事是與速檀阿黑麻的女兒哈尼木結婚。
1514年，賽德入侵喀什噶爾，他父親逃亡拉達克，臨走前把統治權交給他，但只是抵抗了5天就向賽德投降。
賽德赦免了他，但是當年冬天被身分不明人士刺殺於英吉沙。